# Han van den Berg
Johannes (Han) van den Berg (Amsterdam, 17 februari 1925 - Nijmegen, 7 december 2015) was een Nederlands roeier. Eenmaal nam hij deel aan de Olympische Spelen, maar won bij die gelegenheid geen medaille. 
Op de Olympische Spelen van 1948 in Londen maakte Van den Berg op 23-jarige leeftijd zijn olympisch debuut op het roeionderdeel vier zonder stuurman met Hein van Suylekom, Han Dekker en Sietze Haarsma. De wedstrijden werden gehouden op de Theems. Met een tijd van 6.47,1 plaatste het Nederlandse viertal zich in de halve finale. Hier was hun finishtijd van 7.32,0 onvoldoende om door te gaan naar de finale. 
Hij was als student aangesloten bij roeivereniging De Delftsche Sport (DDS). Later werd hij ingenieur.
Van den Berg werd 90 jaar oud.

## Palmares

### roeien (vier zonder stuurman)
- 1948: halve finale OS - 7.32,0

Hein van Suylekom · 
Sietze Haarsma · 
Han Dekker · 
Han van den Berg